# Југословенска кинотека
Државни аудиовизуелни архив Србије – Југословенска кинотека је централна установа заштите културних добара филмског и осталог аудиовизуелног наслеђа у Србији. Мисија Кинотеке је да прикупља, сређује, обрађује, чува, али и да приказује филмове, као и пратећу филмску грађу, предмете и друге материјале из историје седме уметности. 

## Историја
Југословенску кинотеку основао је 1949. године Комитет за кинематографију тадашње Федеративне Народне Републике Југославије. Документ о оснивању потписали су Владислав Рибникар, председник Комитета за кинематографију и Јосип Броз Тито, председник Владе ФНРЈ.
Организационе темеље поставио је Миленко Карановић, први директор Кинотеке, који је ту функцију обављао од 1949. до 1954. године. 
Архив Кинотеке у Кошутњаку започео је рад са свега две стотине несређених кутија нитратних филмова пронађених у бункерима у Ташмајданској пећини. Уз поклоне грађана, откупе, преузимање нових копија од домаћих продуцената и размену с иностраним архивима, фонд је брзо растао и у наредним деценијама Југословенска кинотека постаће један од најзначајнијих филмских архива у свету.
Године 1952. Југословенска кинотека постаје пуноправни члан Међународне федерације филмских архива (ФИАФ), а исте године отворен је и Музеј Кинотеке у Косовској 11, као специјализовани биоскоп који свакодневно у више термина приказује филмове из фондова Кинотеке. У сарадњи са Француском кинотеком, 1954. године организована је велика ретроспективна изложба о француском филму, којом је обележено пола века филмске уметности.
Почетком 1955. директор Кинотеке постаје редитељ Владимир Погачић, који на њеном челу остаје све до 1981. године. За то време Југословенска кинотека била је домаћин и организатор конгреса ФИАФ-а у Дубровнику (1955) и у Београду (1963), а Погачић ће бити и на позицији председника ове међународне федерације од 1972. до 1979. године. На месту директора Југословенске кинотеке, 1981. заменио га Живослав Жика Богдановић, критичар и теоретичар филма.
Седамдесетих и осамдесетих 20. века Кинотека води интензивну сарадњу са европским и светским интитуцијама културе, а у том погледу нарочито се истичу архиви у Чехословачкој и Русији, као и Музеј модерне уметности у Њујорку. Приређиване су велике ретроспективе, као што је тромесечна ретроспектива научнофантастичног филма, ретроспективе немачког и британског филма (које су обе садржале по стотину остварења), ретроспектива Енија Мориконеа, Џона Форда, Луиса Буњуела, француског новог таласа, као и многе друге, чиме Кинотека постаје главно место на коме се публика дубље упознаје са седмом уметношћу и образује о историји филма, али и о актуелним филмским тенденцијама.
На чело Кинотеке 1990. године долази филмски редитељ Слободан Шијан, који је ову функцију обављати само годину дана, а на њој ће га 1992. године заменити Радослав Зеленовић. Редитељ Динко Туцаковић постаје програмски уредник Кинотеке 1989. године, а 1990. и управник Музеја Кинотеке, на чијем ће челу остати све до своје преране смрти 2013. године. 
Године 1995. Кинотека успоставља Награду Златни печат за допринос филмској уметности. Tо признање до сада су добили истакнути страни и домаћи уметници: Ђузепе де Сантис, Лив Улман, Емир Кустурица, Душан Макавејев, Тео Ангелопулос, Никита Михалков, Јиржи Менцл, Горан Паскаљевић, Горан Марковић, Срђан Карановић, Лордан Зафрановић, Рајко Грлић, Харви Кајтел, Кен Расел, Вим Вендерс, Карлос Саура, Рејф Фајнс, Мирјана Карановић, Богдан Диклић и многи други.
Благо Архива било је угрожено у НАТО бомбардовању, али је тадашња генерација запослених у Кинотеци, с директором Радославом Зеленовићем на челу, успела да га сачува. Славни редитељ Бернардо Бертолучи упутио је у пролеће 1999. године апел за спас Кинотеке „која чува кључна сећања на овај век”, као и његов колега Тео Ангелопулос.
Те 1999. одржан је први Фестивал нитратног филма, чији је уметнички директор и селектор Александар Ердељановић. Архив чува нитратну колекцију у специјалним бункерима, а 2007. године, уз помоћ Министарства културе и информисања Републике Србије, као и Владе Француске, добио је нови, савремено опремљени депо са 700 квадратних метара на четири нивоа, а 2008. године у Архиву је почело да ради Одељење за дигитализацију и дигиталну рестаурацију филмске грађе.
Нова управна зграда Југословенске кинотеке у Узун Мирковој улици, у реновираном здању, званично је отворена 2011. године, а за публику, после опремања и усељења, 2014. године. У прелепом ентеријеру налазе се биоскопске сале, стална музејска поставка, библиотека и дирекција Кинотеке. Ова зграда, саграђена половином 19. века, у којој је била смештена Београдска општина, представља споменик културе под заштитом државе.
- Зграда Југословенске кинотеке, некадашња Зграда Београдске општине
- Фоаје и степениште
- Биоскопска сала
- Библиотека

За новог директора Кинотеке, 2016. године, изабран је филмски критичар и уметнички директор ФЕСТ-а Југослав Пантелић, који је 2018. изабран и за члана Извршног одбора Европске федерације филмских архива.
Кинотека је 2016. изабрала сто најбољих српских филмова у 20. веку и прогалсила их за културно добро од великог значаја. Убрзо након тога отпочиње и талас рестаурације филмова, најпре у оквиру великог пројекта између компаније А1 (тадашњи ВИП), у оквиру којег је до данас рестаурисано преко 30 наслова. Новоизрађена копија филма „Скупљачи перја” Александра Саше Петровића приказана је на престижном Међународном филмском фестивалу у Кану, у оквиру програма Кан класик, а на Берлинском фестивалу такође рестаурисана верзија филма „Кад будем мртав и бео” Живојина Павловића. Поред тога, Кинотека учествује и у другим пројектима који подразумевају рестаурацију, као што је Сезона европских филмских класика.
Године 2017. покреће се нови филмски месечник, под називом Кинотека, који ће најављивати и пратити програме, али ће се бавити и другим темама како из историје филма тако и савременог периода.
Године 2018. откривен је споменик великом америчком глумцу српског порекла Карлу Малдену, постављен уз фасаду Кинотеке, а 2019. свечана сала у Узун Мирковој добила је име Сала Макавејев, у част великог српског и европског редитеља Душана Макавејева.
Југословенска кинотека је 2020. године отворила сталну поставку „Наш музеј филма”, која обухвата драгоцене експонате из предисторије и историје филма и прати развој домаће филмске уметности, све до краја 20. века. Национални комитет међународног савета за музеје (ICOM) проглашава „Наш музеј филма” за најбољи музеј у Србији те године.
Радна група којом председавао директор Југословенске кинотеке Југослав Пантелић, радила је на предлогу првог српског закона о филмском и осталом аудиовизуелном наслеђу, који је ступио на снагу у септембру 2023. године. У складу са одредбама овог веома значајног закона, који се бави очувањем и заштитом филмског и осталог аудиовизуелног наслеђа, утврђено је да је Југословенска кинотека централна установа заштите и очувања филмског и осталог аудиовизуелног наслеђа за територију Србије и да је у њеној надлежности вођење централног регистра културних добара, као и регистра културних добара од изузетног и великог значаја у нашој земљи.
На основу поменутог закона, као и на основу одлуке Владе Републике Србије од 22. августа 2024. године, Југословенска кинотека мења назив у Државни аудиовизуелни архив Србије - Југословенска кинотека. Директор Југословенске кинотеке, Југослав Пантелић, изабран је за председника Аудиовизуелног савета аудиовизуелних архива Србије.
Дан Кинотеке обележава се 6. јуна као дан када је одржана прва филмска пројекција у Београду и на Балкану – 1896. године у кафани „Златан крст” на Теразијама.

## Фондови
Највећу вредност Кинотеке представљају нитратни фонд и колекција српских филмова. Укупни фонд броји више од 100.000 копија.
Нитратна колекција има више од 10.000 копија насталих од 1896. до 1953. када се снимало на запаљивој траци. Неке од њих су уникати који су дуго сматрани изгубљеним. Пре неколико година у нитратном фонду пронађена је једина на свету копија италијанског филма „Тровачица” из 1916. У припреми нове копије Кинотека је сарађивала с архивима у Болоњи и Торину.
У колекцији српских филмова најстарији сачувани филм сниман у Србији јесте документарни „Крунисање краља Петра Првог Карађорђевића” из 1904. године. Први српски играни филм „Живот и дела бесмртног вожда Карађорђа” снимљен је у Београду 1911. године, а пронађен 2003. у Аустријском филмском архиву у Бечу. Филм је идентификовао Александар Ердељановић. Драгоценост овог фонда јесу и документарни филмови српских продуцената Ђоке Богдановића и Светозара Боторића из друге деценије 20. века.
Фонд страних филмова чува играна, документарна и анимирана остварења и филмске журнале, анимиране филмове из више од 130 националних кинематографија.
У сталној музејској поставци могу се видети Царска панорама, која и даље функционише, оригинална камера браће Лимијер из 1896. године, магика латерна – претеча свих уређаја за пројектовање, глава Едисоновог кинематоскопа, прва студијска филмска камера – Лифкина камера, Едисонов фонограф, фото-апарати из збирке Угљеше Рајчевића и многи други.
Богатство Кинотеке чине и легати филмских уметника: Милене Дравић и Драгана Николића, Павла Вуисића, Велимира Бате Живојиновића, Живојина Павловића, Ружице Сокић, Љубише Самарџића, Вељка Деспотовића, Миомира Денића, Карла Малдена и других.
Библиотека Југословенске кинотеке данас чува десетине хиљада књига о филму и телевизији, значајне колекције филмских и ТВ часописа, богату хемеротеку. Библиотека такође чува поклон збирке и легате наших истакнутих филмских стваралаца. Библиотека је 2024. године понела име Олге Добровић, која је библиотеку основала и о њој се старала дуги низ година.